# Краснохвостая белка
Краснохвостая белка (лат. Sciurus granatensis, «белка новогранадская») — вид грызунов семейства беличьих.

## Описание
Обычно самки и самцы краснохвостой белки одного размера, только в некоторых районах самка может несколько превышать по размерам самца. Длина тела составляет от 33 до 52 см, длина хвоста — от 14 до 28 см. Масса варьирует в пределах 230—520 г. Череп краснохвостой белки несколько изогнут, мордочка удлинена. Животные очень разнообразны по окраске, описано более чем 30 подвидов этого вида. Окраска может различаться не только в зависимости от места обитания, но и внутри популяции. Мех на спине чаще всего тёмно-рыжий, но он может также быть серым, бледно-жёлтым или тёмно-бурым. Вариации включают от серовато-черных пятен с желтым оттенком до темно-угольно-черного с желтоватым оттенком. Возможна крапчатая окраска. У некоторых представителей этого вида замечена тёмная полоса, идущая вдоль позвоночника. Отмечен меланизм. Живот и грудь почти всегда светлее спины и их цвет может варьировать от белого до желтоватого и ярко-рыжего. Основание хвоста, как правило, соответствует цвету спины животного. Затем окрас сменяется ярко-рыжим, зачастую с чёрной отметиной на конце.

## Распространение

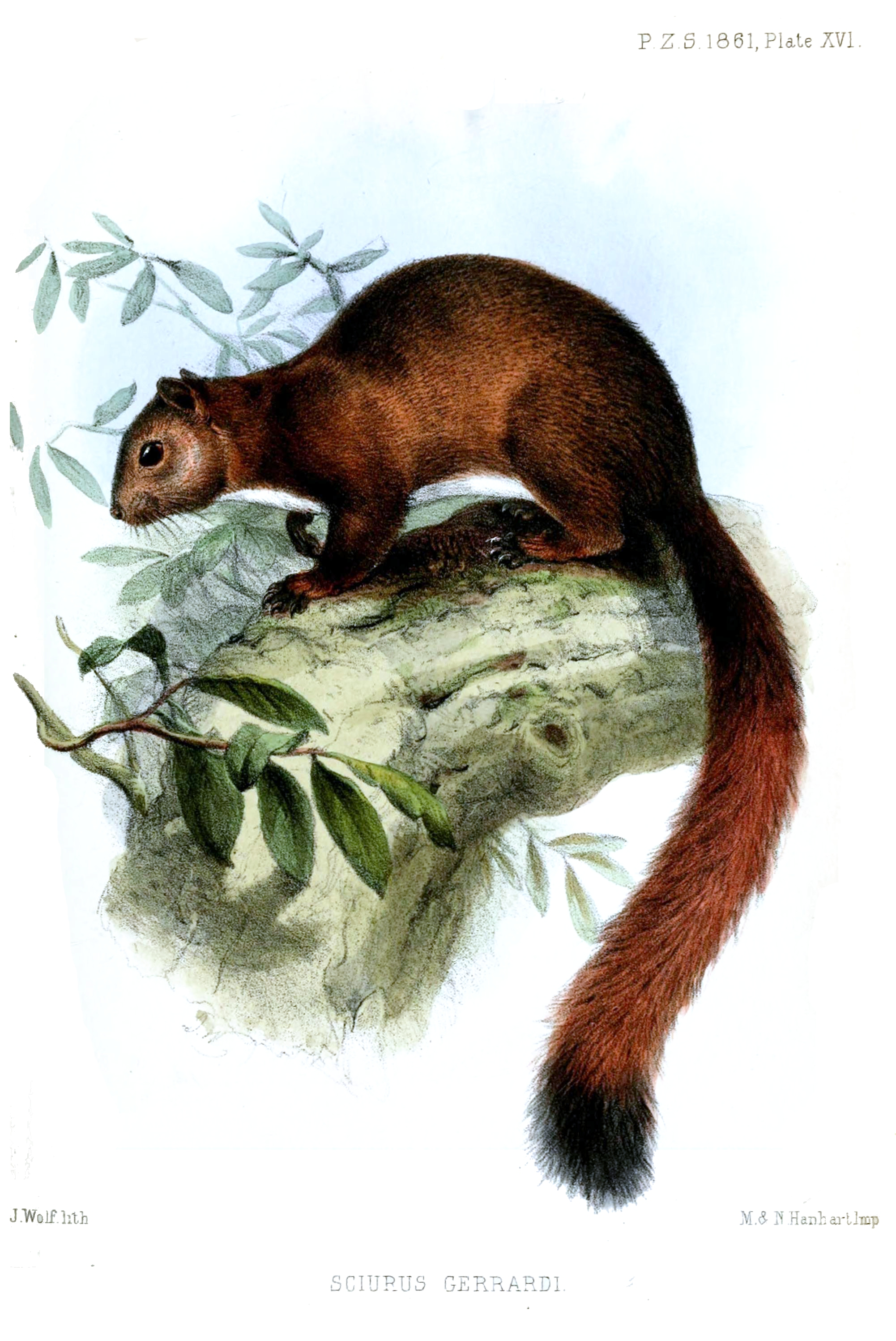
Графическое изображение краснохвостой белки

Краснохвостая белка встречается в Центральной и Южной Америке. Также они обитают на островах Маргарита, Тобаго, Тринидад и Барро Колорадо. Населяют тропические и сезонные леса до высоты 3000 м над уровнем моря. Предпочитают жить в непосредственной близости воды. Встречаются они и поблизости населенных пунктов, в пахотных землях.

## Образ жизни
Это одиночные животные, живущие на деревьях. В группы собираются только на время спаривания и воспитания потомства. Территория, подконтрольная самцу, составляет 1,5 га, самке — менее одного. Сразу после спаривания самец теряет интерес к самке и отправляется на поиски новой партнерши. Период беременности длится 2 месяца. В помете — от 1 до 3 голых, слепых детенышей весом около 10 гр каждый. Половой зрелости достигают в возрасте 1 года.
Продолжительность жизни не превышает 7 лет в дикой природе. В неволе краснохвостые белки могут прожить до 12 лет.
Естественных врагов у краснохвостых белок много, но в основном это капуцины и удавы. Также сокращают популяцию и люди, охотящиеся за мехом краснохвостых белок.
В пищу белки употребляют орехи, зерна, фрукты, семена, цветы, молодую листву, древесину и кору, стебли и грибы.

## Подвиды
- S. g. granatensis
- S. g. agricolae
- S. g. bondae
- S. g. candalensis
- S. g. carchensis
- S. g. chapmani
- S. g. chiriquensis
- S. g. chrysuros
- S. g. ferminae
- S. g. gerrardi
- S. g. griseimembra
- S. g. griseogena
- S. g. hoffmanni
- S. g. imbaburae
- S. g. llanensis
- S. g. manavi
- S. g. maracabensis
- S. g. meridensis
- S. g. morulus
- S. g. nesaeus
- S. g. norosiensis
- S. g. perijae
- S. g. quindianus
- S. g. saltuensis
- S. g. soederstroemi
- S. g. splendidus
- S. g. sumaco
- S. g. tarrae
- S. g. valdiviae
- S. g. variabilis
- S. g. versicolor
- S. g. zuliae